# Vicente Reyes
Vicente Phillip Reyes Núñez (ur. 19 listopada 2003 w Charleston) – chilijski piłkarz pochodzenia hiszpańskiego z obywatelstwem amerykańskim występujący na pozycji bramkarza, od 2024 roku zawodnik angielskiego Norwich City.
Jego rodzice pochodzą z Chile, a on sam urodził się i wychowywał w Stanach Zjednoczonych.